# Chassalia corallifera
Chassalia corallifera är en måreväxtart som först beskrevs av Auguste Jean Baptiste Chevalier och De Wild., och fick sitt nu gällande namn av Frank Nigel Hepper. Chassalia corallifera ingår i släktet Chassalia och familjen måreväxter. Inga underarter finns listade i Catalogue of Life.